# 21 : 9

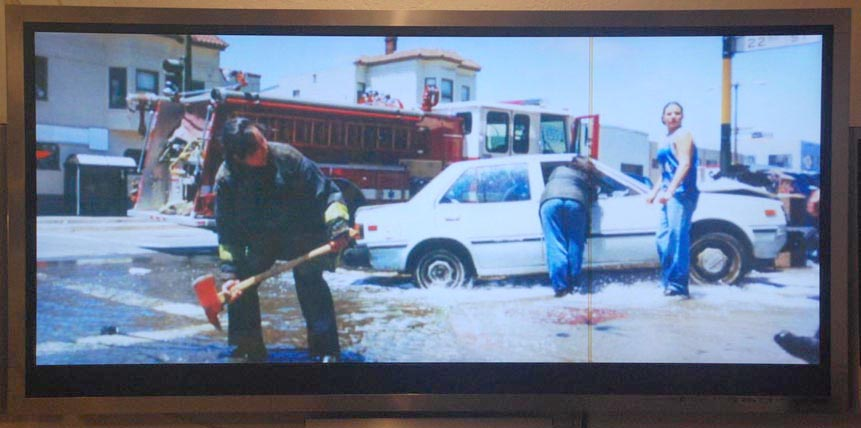
Příklad obrázku ve formátu 21 : 9 v televizi

Jako 21 : 9 (2,33 : 1) se označuje poměr stran u videí, obrázků a nejčastěji u filmů. Označení znamená, že šířka je delší v poměru 21 : 9 než výška a výška je kratší v poměru 9 : 21 než šířka. Ve skutečnosti je poměr 64 : 27 (2,370 : 1), ale označení 21 : 9 bylo firmou Phillips zvoleno jako jednodušší.
O těchto obrázcích či videích se říká, že jsou ve formátu „21 ku 9“. Nejčastější poměr stran bývá 16 : 9.
Je navržen tak, aby se promítal u filmů na Cinemascope.

## Filmové formáty a 21: 9
| Formát                                       | Poměr stran |
| -------------------------------------------- | ----------- |
| Cinemascope (1950s–1970s)                    | 2.35 : 1    |
| „21 : 9“ (64:27)                             | 2.370 : 1   |
| Anamorphic, širokoúhlý formát moderního kina | 2.39 : 1    |